# Броненосці типу «Роял Соверін»
Пре-дредноути типу «Роял Соверін» (англ. Royal Sovereign class battleships) — серія британських основних кораблів 1890-х років. Стали подальшим розвитком броненосців типу «Адмірал». Цей тип кораблів ознаменував вироблення британськими корабелами оптимальної конструктивної схеми пре-дредноута, яка залишалася надалі незмінною на наступних кораблях, аж до переходу до дредноутів.

## Історія
В кінці 1880-х, британський флот, залишаючись  найсильнішим у світі, тим не менш, стикався з певними труднощами. Однією з основних було значне різноманіття типів  кораблів, які перебували на озброєнні. Різні погляди різних конструкторів на теорію морського бою і невпевненість адміралтейства у виборі тієї чи іншої концепції приводили до того, що британські броненосці будувалися тільки невеликими серіями, зазвичай не більше 2-3 кораблів. При цьому, навіть наступні типи кораблів могли сильно відрізнятися за характеристиками. При проектуванні одних кораблів, основна увага приділялася вогню вперед та назад по курсу, і ці кораблі були краще пристосовані для дій в лінії фронту. При проектуванні інших, пануючі в Адміралтействі погляди знову поверталися до ідеї бою в кильватерній колоні, і основна увага приділялася бортового залпу. Аналогічна невпевненість виявлялася і в питанні швидкості, морехідності, використовуваного озброєння.
Як наслідок, до кінця 1880-х, британський флот являв собою дивну суміш конструктивно відмінних броненосців.  Одні були високобортними і морехідними, інші ж — низкобортними, неспроможними і оперувати в свіжу погоду. Сильно відрізнялося їх озброєння. Багато кораблів все ще були озброєні старомодними дульнозарядними нарізними гарматами. Тому спільне застосування цих різних кораблів було б надзвичайно складним, і в бою з меншою за розмірами але однорідною по конструкції ескадрою, британський флот відчував би значні труднощі.
В 1889 році, парламент прийняв Акт про військово-морську оборону, який необхідність для безпеки Британії мати флот, рівний по силам двом сполученим флотам найсильніших після Британії морських держав. Акт цей передбачав закладку десяти броненосців, сорока двох крейсерів і вісімнадцяти торпедно-канонерських човнів. Основною метою нової британської програми було продемонструвати всьому світу перевагу британського флоту і промисловості, і вселити ворожим державам думку про неможливість змагатися з Великою Британією в силі флоту, тим самим стримуючи гонку озброєнь. При цьому Адміралтейство спиралося на вдалий досвід побудови шести близьких по конструкції — але розрізнялися по озброєнню — броненосців типу «Адмірал». Основний дизайн цих кораблів вирішено було використовувати для побудови нової серії броненосців, які повинні були бути більшими, сильнішими і швидшими будь-якого іншого військового корабля в світі. Розвиток артилерії в кінці 1880-х знову повернув гармату на роль основного озброєння броненосних кораблів, потіснивши таран і торпеди. Виходячи з цього, нові броненосці повинні були бути розроблені для ведення артилерійського бою в кильватерній колоні.

## Конструкція

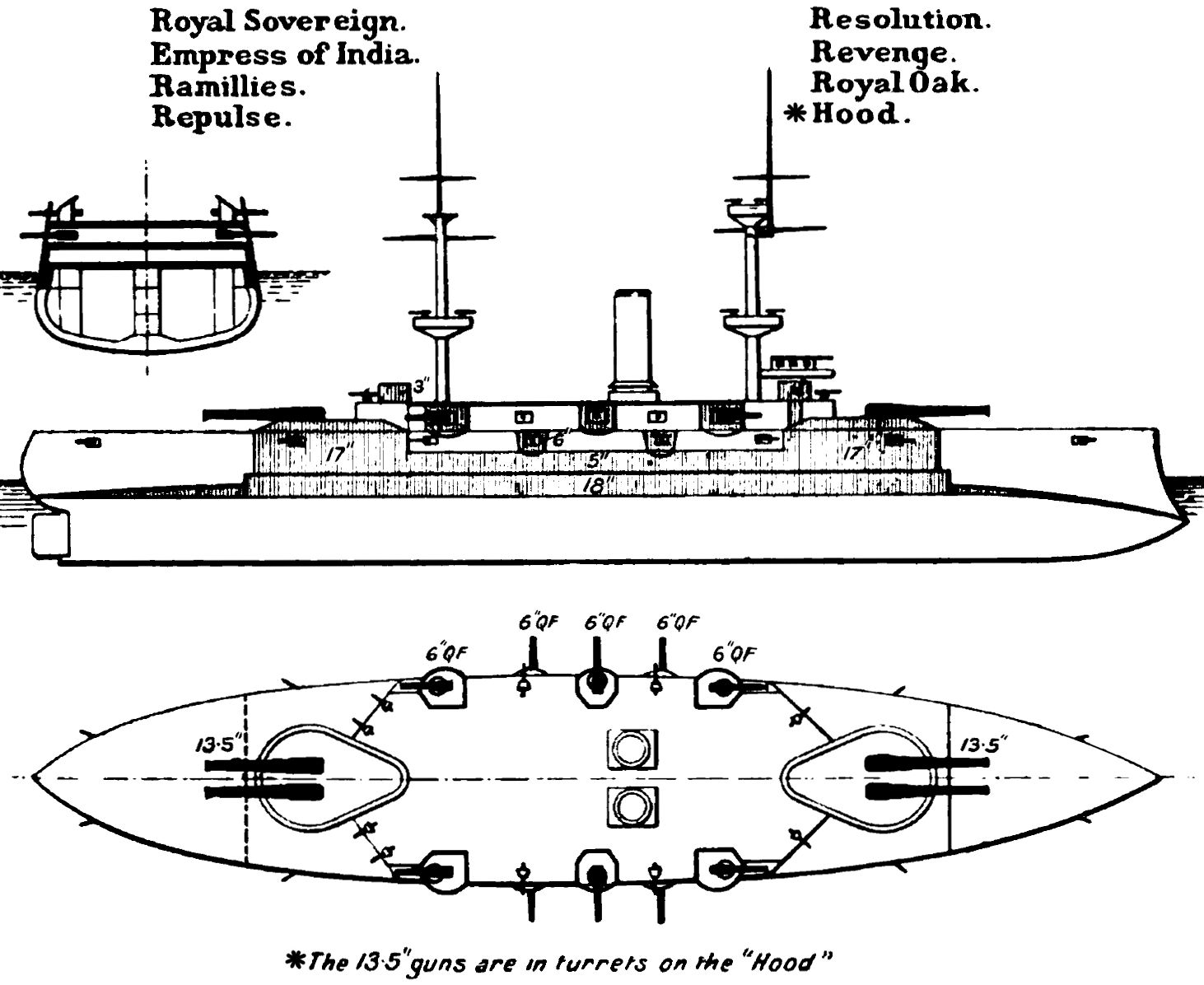
Кораблі типу «Роял Соверін». Схема.

Від свого попередника тип «Роял Соверін» відрізнявся насамперед додаванням ще однієї палуби, яка до 5,5 метрів збільшила висоту надводного борту та значно підняла морехідність, а також введенням верхнього броньового пояса для захисту від скорострільної артилерії і збільшеною глибиною барбетов. Ці, а також ряд інших поліпшень призвели до майже півторакратному зростання водотоннажності нових кораблів у порівнянні з типом «Адмірал».
Порівняння з побудованим за аналогічним проектом низкобортним баштовим «Худом» наочно продемонструвало всі переваги високобортних барбетних кораблів типу «Роял Соверен». Там, де «Худ» заривався носом у хвилі і його гармати не могли застосовуватись через заливання води в амбразури, високобортні «Роял Соверени» могли рухатися і діяти ефективно, втрачаючи лише можливість оперувати середньокаліберними гарматами на нижній палубі. Усвідомивши це, британці прийшли до висновку про неефективність раніше домінуючих в їх флоті нізкобортних баштових кораблів, і більше не поверталися до цього типу.

### Озброєння
Основне озброєння броненосців типу «Роял Соверен» склали вже перевірені 343-міліметрові 30-каліберні гармати. Ці могутні гармати, розроблені для озброєння броненосців типу «Адмірал», що важили 67 тонн кожна і вважалися на той момент найсильнішими в світі. Вони стріляли 570 кілограмовим бронебійним снарядом з початковою швидкістю 670 метрів в секунду. Теоретично, такий снаряд міг пролетіти до 11000 метрів, але уявлення того часу про дистанціях морського бою припускали, що результат бою буде вирішуватися в ближньому бою. Броненосці несли чотири таких гармати, по дві в носовій і кормовій гарматних установках відповідно.

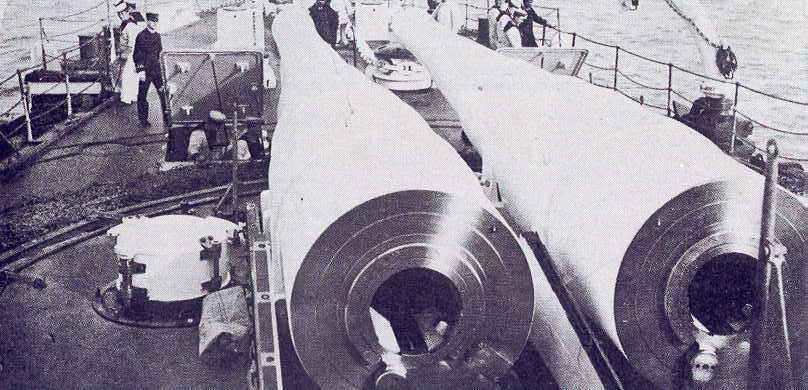
Носові гармати HMS «Royal Sovereing»

Гарматні установки були розташовані в барбетах — нерухомих огорожах з броні, всередині яких розташовувалися гармати, стріляючи поверх броньовий захисту. На броненосцях типу «Роял Соверен» барбети мали грушоподібну форму; в широкій частині (зверненої до краю корабля) перебувала обертова платформа з гарматами, а у вузькій (зверненої до середини корпусу корабля) перебували механізми подачі боєприпасів і заряджання. Так як механізми перезарядки не оберталися разом із з гарматами, перезаряджання проводилося тільки при нульовому куту горизонтального наведення, що змушувало ставити гармати для перезарядження диаметральну площину корабля і суттєво сповільнило темп стрільби. Скорострільність гармат «Роял Соверенів» становила один постріл в 70 секунд до вичерпання боєкомплекту розташованого в барбеті, і один постріл в 100 секунд при подачі боєприпасів з льоху.

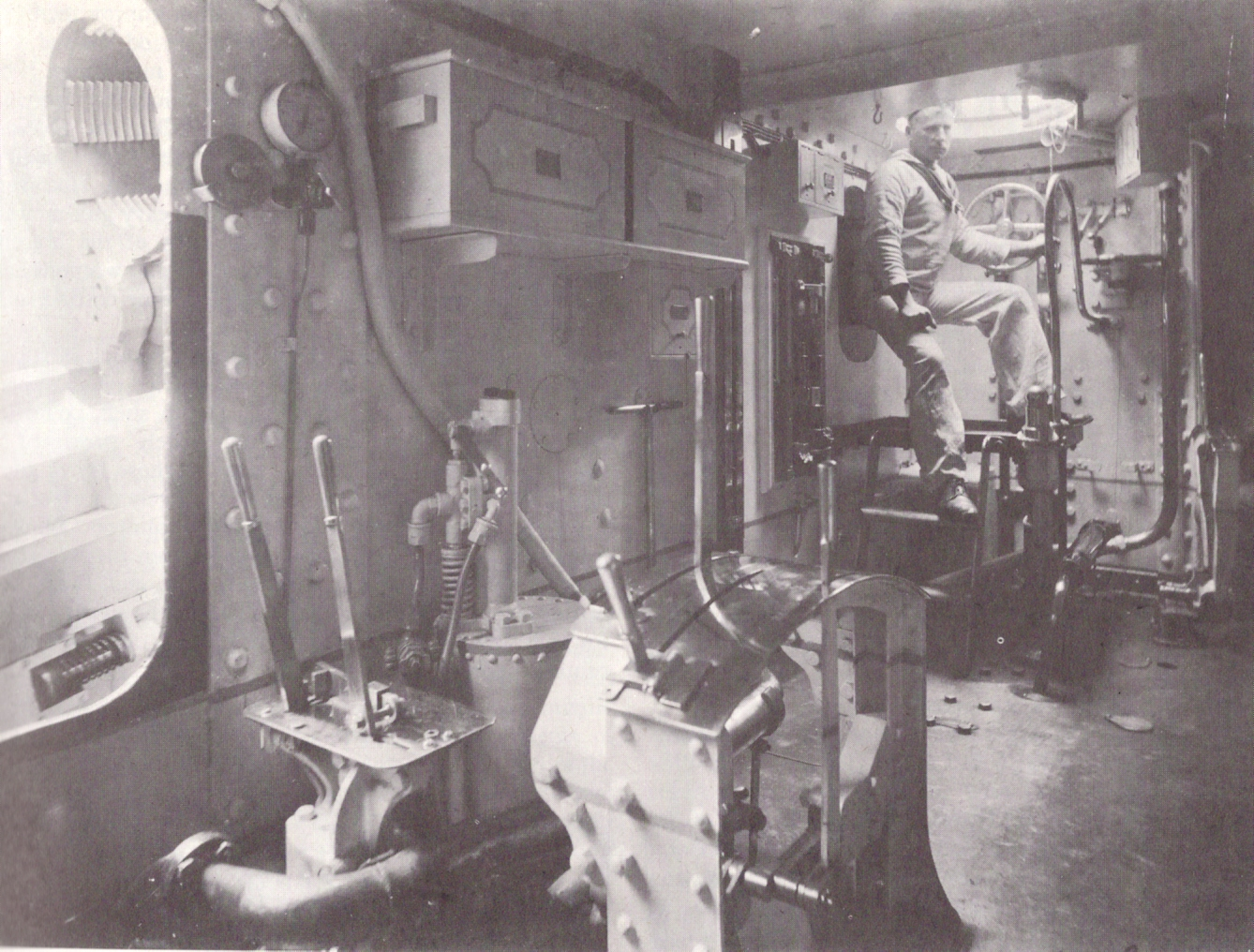
Вид зсередини на артилерійську установку HMS «Repulse»

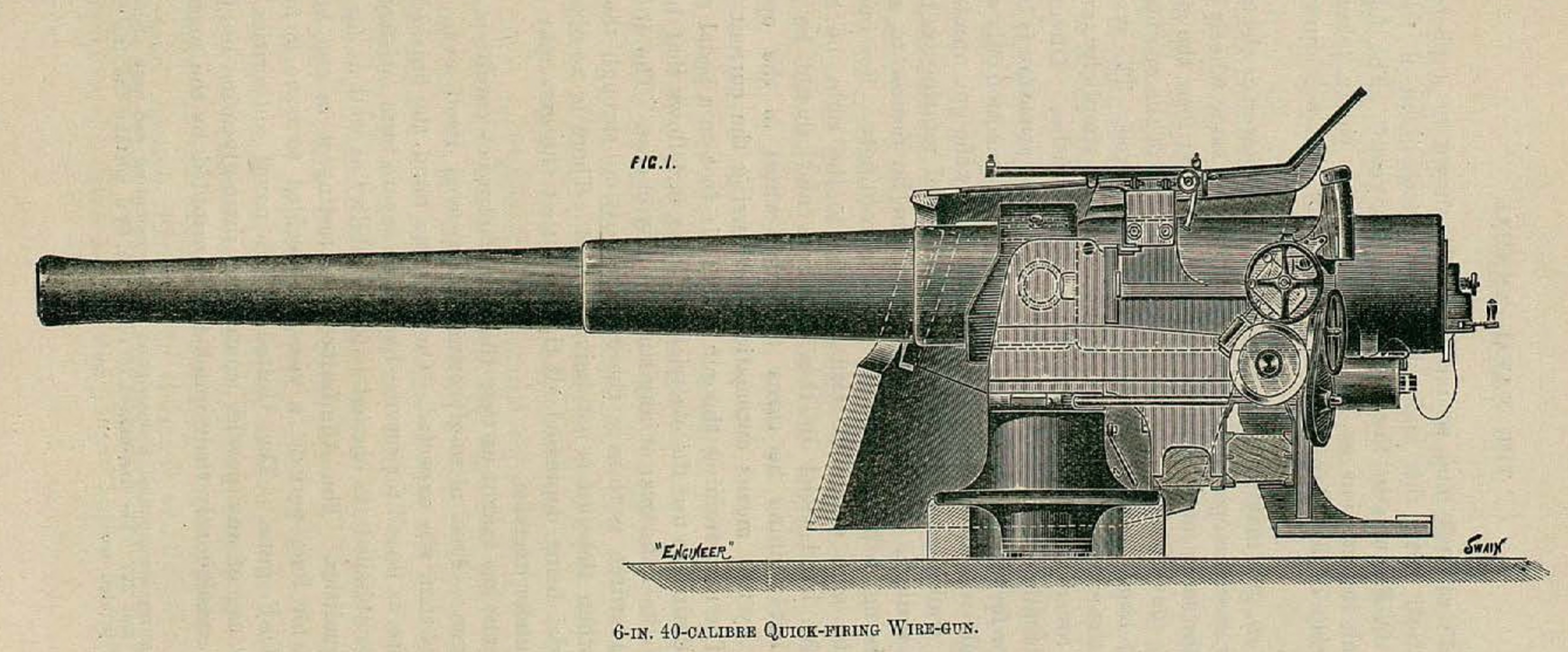
6-дюймова 40-каліберна скорострільна гармата

### Броньовий захист

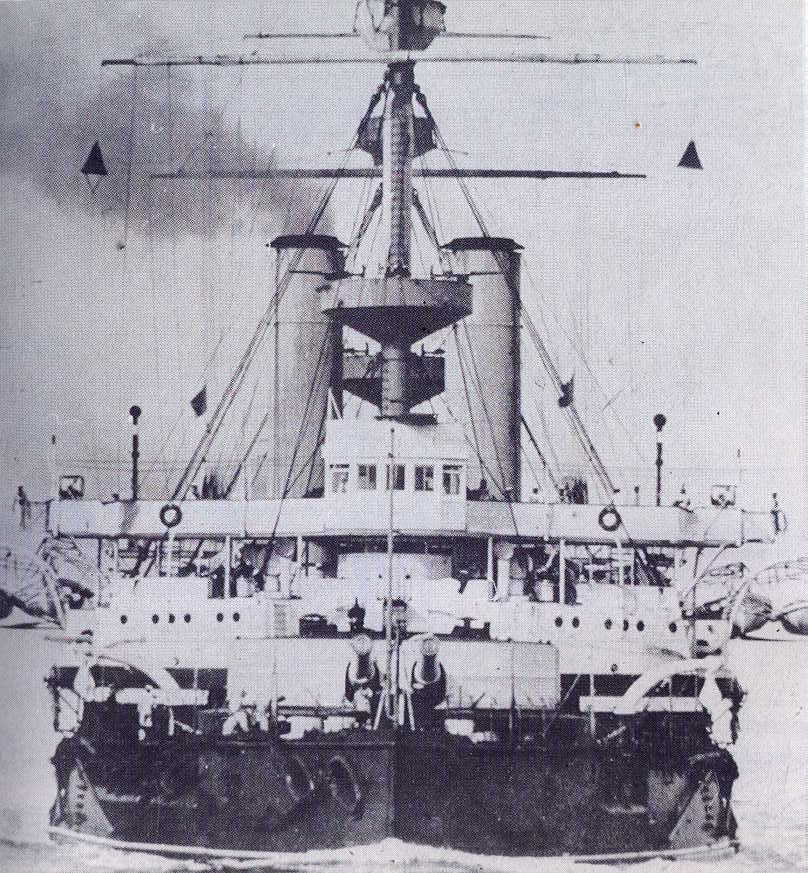
HMS «Hood» у Середземному морі в 1901 році

Подовження поясний захисту у порівнянні з типом «Адмірал» (з 45 % до 63 % від довжини корабля) було викликано необхідністю захистити ватерлінію від дії фугасних снарядів. Коли проект обговорювався, Уайт рекомендував легко забронювати ніс перед цитаделлю, оскільки для того, щоб підтримувати досить високу швидкість під час бою при переслідуванні, броненосець повинен витримувати попадання в носову частину. Але у висновку комітету, що займався виробленням нових елементів лінійних кораблів, і підтриманий Радою, стверджувалося, що краї повинні бути залишені неброньованими і найкращою захистом вважалася броньовий палуба нижче рівня ватерлінії.
Основний броньовий пояс мав товщину 457 міліметрів і був виготовлений з стале-залізної броні «Компаунд», отриманої спайкою накладених один на одного сталевий і залізної плит. У нижньої кромки головний пояс стоншувався до 203 мм. Сталева плита грала роль твердої поверхні, а залізна під нею надавала броні необхідну пружність, захищаючи від розтріскування. Пояс тягнувся приблизно на дві третини довжини корабля, від носової і до кормової барбетної установки. Висота поясу становила 2,6 метра. При нормальному завантаженні, тільки 1 метр пояса виступав над ватерлінією. По краях, пояс був замкнутий поперечними броневими траверзами, товщиною в 406 міліметрів — носової, і 356 міліметрів — кормовий.
Над головним поясом розташовувався верхній, з 127-мм гарвеєвської сталі (на «Ramillies», «Repulse», «Revenge» і «Royal Oak» була нікелева сталева броня) на тиковій підкладці, за якою знаходилися вугільні ями шириною 3,2 м, що вважалося достатнім для запобігання пробивання цього району скорострільними гарматами, прийнятими тоді на озброєння. У краях другий пояс кріпився до барбетам у вигляді поперечних, косих траверзів, утворюючи тим самим центральний редут значної протяжності.
Гармати захищалися барбетами, які опускалися вниз до рівня броньового пояса. Барбети були завтовшки 432 мм у більш широкій своїй частині і 406 мм вузькій та 279 там, де прикривалися бортовий бронею верхнього пояса. Барбеты основоюю торкалися броньованої палуби і виступали на 0,762 м над верхньою. На «Худі», єдиному баштовому кораблі серії, башти захищалися аналогічної товщини плитами.
Каземати середнього калібру захищалися 152 міліметрової бронею.
Поверх головного поясу перебувала сталева палуба товщиною 76-мм Попереду і позаду броньового пояса розташовувалися підводні карапасні 63,5 мм палуби, що йдуть до носа і корми.

### Силова установка
Броненосці типу «Роял Соверін» приводилися в рух двома 3-циліндровими паровими машинами потрійного розширення, конструкції Хемпфрі-Теннанта. Вісім одинарних котлів розміщувалося в 4-х котельних відділеннях посередині корабля задніми стінками один до одного, так що котельні відділення простягалися вздовж корпусу. Допоміжних котлів не було. Діаметр котлів складав 4,62 м, а довжина 2,84 м. Кожен котел мав по чотири топки. Площа колосникових решіток дорівнювала 65,0 м2, а площа нагріву 1817 м2. Котли і котельні трубки виготовили зі сталі. Діаметр останніх 63,5 мм, товщина стінок не менше 4,2 мм. Висота димової труби над топками була близько 19,8 м. Силова установка броненосців розвивала 9000 кінських сил. Швидкість кораблів на пробі досягла 15,7 вузлів; при форсованої подачі повітря, швидкість могла швидко зростати до 17,5 і навіть 18 вузлів, але подібне форсування загрожувало ушкодженнями трубок в котлах і на практиці було ненадійно. Питома витрата палива виявився дев'ять тонн в годину при потужності машин 6000 кінських сил, а при потужності 9000 кінських сил (що давало швидкість 15 вузлів) — 10 тонн на годину.
Гребні гвинти, зроблені з гарматного металу, мали діаметр 5,18 м і крок 5,49 м. Були дві циркуляційні помпи продуктивністю 1100 тон кожна.

## Служба
Всього у 1889—1894 роках було збудовано сім кораблів типа «Роял Соверін».

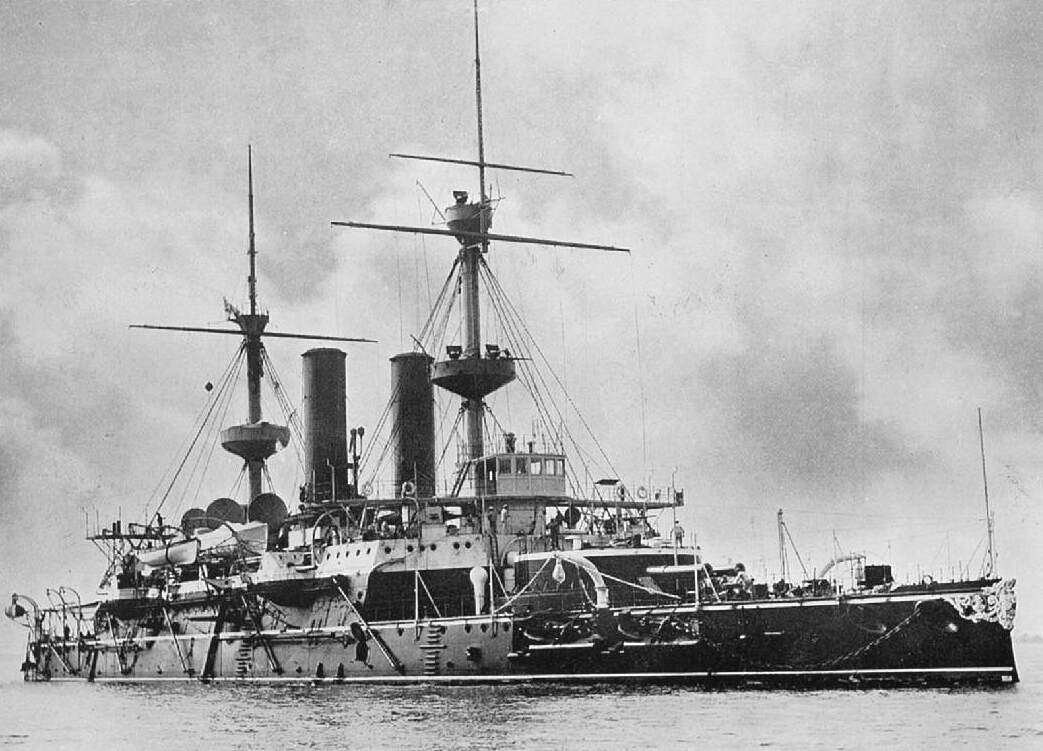
HMS Hood

Ще один броненосець, «Худ», був у цілому аналогічний типу «Роял Соверін», але відрізнявся баштовими установками головного калібру замість барбетних, для чого висоту надводного борту довелося скоротити більш ніж на два метри. Внаслідок викликаної цим низькою морехідністю «Худ» був визнаний невдалим зразком і розвиток цього напрямку було припинено. Перші роки своєї служби сім броненосців типу «Роял Соверін» провели на Середземному морі і флоті метрополії, а з 1902 року — постійно в складі останнього. Більшість кораблів цього типу участі в бойових діях не брала і в 1909—1914 роках були зняті з озброєння і пущено на злам. Єдиний з кораблів цього типу, «Ривендж», до Першої світової війни не встигли продати на злам і з її початком було повернуто до складу діючого флоту. Незважаючи на повну застарілість, застосовувався для обстрілу сухопутних позицій у бельгійського узбережжя, перш ніж бути розукомплектованим в 1915 і проданим на злам у 1919 році.

## Представники
| Назва                                  | Верф                | Закладка           | Спуск на воду       | Вступ у устрій   | Доля                              |
| -------------------------------------- | ------------------- | ------------------ | ------------------- | ---------------- | --------------------------------- |
| «Роял Соверін» HMS Royal Sovereign     | Portsmouth Dockyard | 30 вересня 1889 р. | 26 лютого 1891 р.   | травень 1892 р.  | проданий для утилізації у 1913 р. |
| «Емпрес оф Індіа» HMS Empress of India | Pembroke Dockyard   | 9 липня 1889 р.    | 7 травня 1891 р.    | серпень 1893 р.  | потоплений як мішень у 1913 р.    |
| «Гуд» HMS Hood                         | Chatham Dockyard    | 12 серпня 1889 р.  | 30 липня 1891 р.    | червень 1893 р.  | затоплений 4 листопада 1914 р.    |
| «Раміліз» HMS Ramillies                | Thomson, Clydebank  | 11 серпня 1890 р.  | 1 березня 1892 р.   | жовтень 1893 р.  | проданий для утилізації у 1913 р. |
| «Ріпалс» HMS Repulse                   | Pembroke Dockyard   | 1 січня 1890 р.    | 27 лютого 1892 р.   | квітень 1894 р.  | проданий для утилізації у 1911 р. |
| «Резолюшн» HMS Resolution              | Palmer              | 14 червня 1890 р.  | 28 травня 1892 р.   | листопад 1893 р. | проданий для утилізації у 1914 р. |
| «Рівендж» HMS Revenge                  | Palmer              | 12 лютого 1891 р.  | 3 листопада 1892 р. | березень 1894 р. | проданий для утилізації у 1919 р. |
| «Роял Оук» HMS Royal Oak               | Laird, Birkenhead   | 29 травня 1890 р.  | 5 листопада 1892 р. | червень 1894 р.  | проданий для утилізації у 1914 р. |

## Оцінка проекту
Броненосці типу «Роял Соверін» були важливою віхою в історії британського броненосного кораблебудування, яка заклала основи так званого «стандартного» типу броненосців. На них британці вперше зуміли гармонійно поєднати вогневу міць, захищеність, швидкість і морехідность — нехай і ціною значного зростання водотоннажності. Крім того, будівництво «Роял Соверінів» наочно продемонструвала британцям вигідність великих серій важких кораблів та ефективність формування ескадр з близьких по тактико-технічним характеристикам одиниць.
Для свого часу, ці кораблі, безсумнівно, належали до найсильніших. На них вперше був зроблений важливий крок до збільшення площі броньового захисту — на противагу раніше панівному напряму, що передбачав максимальний захист мінімальної площі. Це було пов'язано з розвитком скорострільної артилерії середнього калібру, здатної ефективно вражати градом фугасних снарядів неброньовані борти противника. Колишні броненосці, що мали товсту броню невеликій площі, могли б бути розбиті вогнем скорострільних гармат в неброньованих частинах, набрати воду крізь пробоїни і втратити боєздатність, навіть якщо б їх потужна броня жодного разу не була пробита. «Роял Соверіни» були більш ефективно захищені проти такого вогневого впливу. Їх власна скорострільна батарея, розміщена в казематах, мала ефективні кути обстрілу. Нарешті, їх високий борт робив їх прекрасними океанськими кораблями, здатними оперувати в будь-яку погоду.
Тим не менш, у цих вражаючих кораблів були і недоліки. Одним з основних було застосування 343-міліметрових 30-каліберних гармат головного калібру. Потужні на момент закладки, ці гармати до моменту вступу броненосців до складу флоту вже відставали від вимог часу. Їх скорострільність була дуже обмежена, а пробивна сила — невелика за невеликої довжини ствола. Були недоліки і в схемі бронювання: відсутність вертикальної захисту на носі і кормі могло призвести до значного руйнування вогнем скорострільних гармат противника. Кораблі були спроектовані так, щоб не втрачати плавучості, поки їх цитадель не пробита, але пошкодження борту у ватерлінії в краях погрожували втратою швидкості. Також не було ніякого верхнього захисту у барбетних установок, що створювало ризик виведення гармат з ладу розривом снаряда над ними.
В цілому, броненосці типу «Роял Соверін» виявилися вражаючим досягненням британської інженерної школи, і справили значне враження на кораблебудівників. Інженери інших країн, проектуючи свої нові броненосці, почали орієнтуватися на тип «Роял Соверена» — що, за іронією долі, лише підстьобнуло гонку військово-морських озброєнь, яку «Роял Соверіни» були покликані стримати.